# Вежхоцина
Вежхоцина (пол. Wierzchocina) — село в Польщі, у гміні Ліпниця Битівського повіту Поморського воєводства.
У 1975-1998 роках село належало до Слупського воєводства.